# Lagatori
Lagatori este un sat din comuna Petnjica, Muntenegru. Conform datelor de la recensământul din 2003, localitatea are 420 de locuitori (la recensământul din 1991 erau 857 de locuitori).

## Demografie
În satul Lagatori locuiesc 282 de persoane adulte, iar vârsta medie a populației este de 32,5 de ani (31,4 la bărbați și 33,6 la femei). În localitate sunt 111 gospodării, iar numărul mediu de membri în gospodărie este de 3,78.
|  |

| Demografie | Demografie | Demografie |
| An         | Locuitori  | Locuitori  |
| ---------- | ---------- | ---------- |
|            |            |            |
|            |            |            |
|            |            |            |
|            |            |            |
| 1948       | 562        |            |
| 1953       | 585        |            |
| 1961       | 708        |            |
| 1971       | 760        |            |
| 1981       | 901        |            |
| 1991       | 857        | 717        |
| 2003       | 969        | 420        |

| \| Componența etnică conform recensământului din 2003[2] \| Componența etnică conform recensământului din 2003[2] \| Componența etnică conform recensământului din 2003[2] \| Componența etnică conform recensământului din 2003[2] \| Componența etnică conform recensământului din 2003[2] \| \| ----------------------------------------------------- \| ----------------------------------------------------- \| ----------------------------------------------------- \| ----------------------------------------------------- \| ----------------------------------------------------- \| \| \| \| \| \| \| \| Bosniaci \| Bosniaci \| \| 345 \| 82,14% \| \| Musulmani \| Musulmani \| \| 74 \| 17,61% \| \| necunoscută \| necunoscută \| \| 1 \| 0,23% \| |             |  |     |        |
| Componența etnică conform recensământului din 2003 |             |  |     |        |
| |             |  |     |        |
| Bosniaci | Bosniaci    |  | 345 | 82,14% |
| Musulmani | Musulmani   |  | 74  | 17,61% |
| necunoscută | necunoscută |  | 1   | 0,23%  |